# Mark York
Mark York (27 de novembro de 1965 – 19 de maio de 2021), mais conhecido como Marcus A. York, foi um ator estadunidense. Entre seus principais trabalhos está o personagem Billy Merchant na série The Office da NBC. Ele também participou de CSI: NY, 8 Simple Rules e A.I. Artificial Intelligence (2001).

## Infância e educação
Mark York, também conhecido como Marcus A. York, nasceu em 27 de novembro de 1965, em Arcanum. Ele foi criado em Ohio e se formou na Arcanum High School em 1986. Em 1993, ele aceito na Anderson University em Indiana. Enquanto estava na universidade, apareceu no filme Going All the Way (1997). Ele se formou em 1997 com três especializações em psicologia, sociologia e serviço social. Em julho de 1999, mudou-se para Hollywood, Califórnia, para seguir carreira como ator.

## Carreira
York era mais conhecido por seu papel como Billy Merchant na série The Office da NBC, onde participou de quatro episódios. Sua primeira aparição foi no décimo segundo episódio da segunda temporada, intitulado "The Injury", e mais tarde reapareceu no final da temporada, em "Casino Night". Após a interpretação, York recebeu diversas cartas positivas de fãs, que elogiaram sua atuação como um homem sério em um ambiente de trabalho agitado.
York também teve papéis em CSI: NY, 8 Simple Rules, Passions, Mind of Mencia e Six Feet Under. Ele apareceu em filmes independentes e comerciais para empresas como AT&T e Verizon.

## Vida pessoal
De 1988 até sua morte, York era paraplégico e usava cadeira de rodas devido a um acidente automobilístico. Ele relatou o acidente: "Peguei minha bolsa de ginástica no banco de trás e, com a mão esquerda, inadvertidamente puxei demais o volante". Ele estava dirigindo a 60 milhas por hora, quando seu carro bateu em uma vala, capotou e caiu em um milharal. Ele era um ávido fã de esportes.
Ele morreu em 19 de maio de 2021, aos 55 anos, no Miami Valley Hospital, Ohio, devido a "uma doença breve e inesperada". O legista do Condado de Montgomery disse que ele morreu de causas naturais. Os atores de The Office Jenna Fischer, Rainn Wilson e Angela Kinsey prestaram homenagem. Ele deixou mãe, pai e três irmãos.